# 15-я хромосома человека

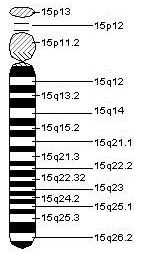
Хромосомная идеограмма 15-й хромосомы человека

15-я хромосо́ма челове́ка — одна из 23 парных человеческих хромосом. Хромосома содержит более 102 млн пар оснований, что составляет от 3 до 3,5 % всего материала ДНК человеческой клетки. Данные по количеству генов на хромосоме в целом разнятся из-за различных подходов к подсчёту. Вероятно, она содержит от 700 до 900 генов.

## Гены
Ниже перечислены некоторые гены, расположенные на 15-й хромосоме.

### Плечо p
- RNR3 — рибосомная РНК 3.

### Плечо q
- ANPEP — аланинаминопептидаза;
- AQP9 — белок группы аквапоринов, канал с широким спектром проницаемости;
- CAPN3 — калпаин 3;
- CYP11A1 — «Фермент, расщепляющий боковую цепь холестерина», P450scc (scc: англ. side chain cleavage)
- CYP19A1 — ароматаза;
- FAH — фумарилацетоацетат-гидролаза, или фумарилацетоацетаза;
- FUR — фурин;
- FBN1 — фибриллин 1;
- HEXA — α-субъединица гексозаминидазы A;
- ITGA11 — гликопротеин из надсемейства интегринов (альфа-11);
- IVD — изовалерил-КоA-дегидрогеназа;
- MCPH4 — ген 4, ассоциированный с первичной аутосомно-рецессивной микроцефалией;
- OCA2 — ген, ассоциированный с кожно-глазным альбинизмом, или белок P;
- RAD51 — гомолог RAD51 (S. cerevisiae), или гомолог RecA (E. coli);
- STRC — стереоцилин;
- TSP1 — тромбоспондин-1;
- UBE3A — убиквитин-протеин-лигаза E3A;
- PML — белок промиелоцитарной лейкемии;
- SLC24A5 — член 5 семейства переносчиков растворённых веществ 24.